# 太极码
太极码是一种汉字输入法，戴顺年发明，受太极图和阴阳消长原理启迪。它将汉字基本笔画分为直画（阳画）和折画（阴画）两类。字根在键盘上的分布，模拟的是太极图式。